# インドネシアグランプリ
インドネシアグランプリ（インドネシアGP、Indonesian Grand Prix ）は、ロードレース世界選手権の一戦としてインドネシアので開催されるオートバイレースイベントである。

## 概要
1996年と1997年の2回、セントゥール・インターナショナル・サーキットで開催されたのち、2022年からはマンダリカ・インターナショナル・ストリート・サーキットで開催されている。

## インドネシアGPの優勝者
| 年     | サーキット   | 125cc                                | 250cc                                  | 500cc                                   | 結果 |
| ------ | ------------ | ------------------------------------ | -------------------------------------- | --------------------------------------- | ---- |
| 1996年 | セントゥール | 徳留真紀（アプリリア）               | 原田哲也（ヤマハ）                     | ミック・ドゥーハン（ホンダ）            | 結果 |
| 1997年 | セントゥール | バレンティーノ・ロッシ（アプリリア） | マックス・ビアッジ（ホンダ）           | 岡田忠之（ホンダ）                      | 結果 |
| 年     | サーキット   | Moto3                                | Moto2                                  | MotoGP                                  | 結果 |
| 2022年 | マンダリカ   | デニス・フォッジア（ホンダ）         | ソムキアット・チャントラ（カレックス） | ミゲル・オリベイラ (KTM)                | 結果 |
| 2023年 | マンダリカ   | ディオゴ・モレイラ（KTM）            | ペドロ・アコスタ（カレックス）         | フランチェスコ・バニャイア (ドゥカティ) | 結果 |
| 2024年 | マンダリカ   | ダビド・アロンソ（CFモト）           | アロン・カネト（カレックス）           | ホルヘ・マルティン (ドゥカティ)         | 結果 |